# میریگاما
میریگاما (به لاتین: Mirigama) یک منطقهٔ مسکونی در سری‌لانکا است که در استان غربی، سری‌لانکا واقع شده‌است.